# Rapoisi jezik
Rapoisi jezik (ISO 639-3: kyx; konua, kunua), jezik sjevernobugenvilske porodice, nekada kao dio šire bugenvilske skupine nazivana zapadnobugenvilska), kojim govori 3 500 ljudi (1998 SIL) na sjeverozapadu otoka Bougainville u distriktu Kunua, Papua Nova Gvineja.
Većina sela u kojima se govori nalaze se u unutrašnjosti. U školama se uči tok pisin; pismo: latinica

## Vanjske poveznice
- Ethnologue (14th)
- Ethnologue (15th)